# Pasaccardoa
Pasaccardoa es un género  de fanerógamas perteneciente a la familia de las asteráceas. Comprende 6 especies descritas y de estas, solo 4 aceptadas.

## Taxonomía
El género fue descrito por Carl Ernst Otto Kuntze y publicado en Revisio Generum Plantarum 1: 354. 1891. La especie tipo es: Pasaccardoa grantii (Benth. ex Oliv.) Kuntze
Etimología
Pasaccardoa: nombre genérico otorgado en honor de Pier Andrea Saccardo.

## Especies
A continuación se brinda un listado de las especies del género Pasaccardoa aceptadas hasta julio de 2012, ordenadas alfabéticamente. Para cada una se indica el nombre binomial seguido del autor, abreviado según las convenciones y usos.
- Pasaccardoa baumii O.Hoffm.
- Pasaccardoa grantii (Benth. ex Oliv.) Kuntze
- Pasaccardoa jeffreyi Wild
- Pasaccardoa procumbens (Lisowski) G.V.Pope